# Tiro com arco nos Jogos Olímpicos de Verão da Juventude de 2010
As competições de tiro com arco nos Jogos Olímpicos de Verão da Juventude de 2010 foram disputadas entre 19 e 21 de agosto no Kallang Field, em Singapura.
Foram realizadas as provas de recurvo individual masculino e feminino e uma prova mista por equipes. No evento misto, as equipes são determinadas de acordo com o desempenho na primeira rodada das competições individuais, podendo ser do mesmo país ou de países diferentes.

## Eventos
- Individual masculino
- Individual feminino
- Equipes mistas

## Calendário
| Agosto        | 14 | 15 | 16 | 17 | 18 | 19 | 20 | 21 | 22 | 23 | 24 | 25 | 26 |
| ------------- | -- | -- | -- | -- | -- | -- | -- | -- | -- | -- | -- | -- | -- |
| Tiro com arco |    |    |    |    |    | 1  | 1  | 1  |    |    |    |    |    |

|  | Dia de competição |  | Dia de final |

## Medalhistas
| Evento                        | Ouro                                                      | Prata                                                    | Bronze                                                       |
| ----------------------------- | --------------------------------------------------------- | -------------------------------------------------------- | ------------------------------------------------------------ |
| Individual feminino detalhes  | Kwak Ye-Ji KOR Coreia do Sul                              | Tan Ya-Ting TPE Taipé Chinês                             | Tatiana Segina RUS Rússia                                    |
| Individual masculino detalhes | Ibrahim Sabry EGY Egito                                   | Rick van den Oever NED Países Baixos                     | Bolot Tsybzhitov RUS Rússia                                  |
| Equipes mistas detalhes       | Gloria Filippi ITA Itália Anton Karoukin BLR Bielorrússia | Zoi Paraskevopoulou GRE Grécia Gregor Rajh SLO Eslovênia | Begunhan Unsal TUR Turquia Abdud Dayyan Jaffar SIN Singapura |

## Quadro de medalhas
| Ordem | País                       | Medalha de ouro | Medalha de prata | Medalha de bronze |   |
| ----- | -------------------------- | --------------- | ---------------- | ----------------- | - |
| –     | IOC Equipes internacionais | 1               | 1                | 1                 | 3 |
| 1     | KOR Coreia do Sul          | 1               |                  |                   | 1 |
|       | EGY Egito                  | 1               |                  |                   | 1 |
| 3     | NED Países Baixos          |                 | 1                |                   | 1 |
|       | TPE Taipé Chinês           |                 | 1                |                   | 1 |
| 5     | RUS Rússia                 |                 |                  | 2                 | 2 |
| TOTAL | TOTAL                      | 3               | 3                | 3                 | 9 |